# كريس غونزاليس
ماثيو كريستوفر غونزاليس (بالإنجليزية: Matthew Christopher Gonzalez؛ مواليد 29 يوليو 1991) هو مُقاتل فنون قتالية مختلطة أمريكي.

## وصلات خارجية
- كريس غونزاليس على موقع بيلاتور (الإنجليزية)
- كريس غونزاليس على موقع شيردوغ (الإنجليزية)